# Frognerparken
Frognerparken (le Parc de Frogner), qui comprend le Vigelandsanlegg (Installation Vigeland), est un parc public situé dans le Frogner, quartier d'Oslo, capitale de la Norvège, à 2,7 km de Nisseberget (La butte au lutin), à l'emplacement de la fourche qui termine l'avenue Karl Johan, entre le Palais royal et l'université d'Oslo.
L'une des attractions importantes de la capitale norvégienne, l'ensemble Vigeland est constitué de 214 sculptures de Gustav Vigeland, parmi lesquelles treize portails d'un alliage nommé en bokmål smijern (en nynorsk, smijarn), alliage proche de la fonte, mais comportant moins de carbone, deux portes de bronze disposées à l'entrée du parc et deux girouettes. Le cheminement de l'accès principal sur la rue de l'Église (Kirkeveien) vers le nord-ouest, à travers les allées ornées des œuvres de Vigeland, se termine par la fontaine que domine le monolithe.